# Martin Lo-A-Njoe
Martin Lo-A-Njoe (Paramaribo, 23 augustus 1969) is een Nederlandse componist.

## Opleiding
Martin Lo-A-Njoe studeerde in Amsterdam aan het Sweelinck Conservatorium met les in compositie van Daan Manneke en theorie en instrumentatie van Theo Verbey en Geert van Keulen. In dezelfde periode studeerde hij etnomusicologie aan de Universiteit van Amsterdam.

## De activiteiten
In 1996, nog tijdens zijn studie werd zijn ‘Four Mallets’ uitgevoerd tijdens een concert in de Beurs van Berlage. Dit concert was samengesteld door de Nederlandse componist Theo Loevendie, die destijds verbonden was aan het Conservatorium van Amsterdam. Het Amstel Quartet voerde zijn muziek uit in een kamermuziekserie in het Stedelijk Museum Amsterdam. Na zijn studie werkte Lo-A-Njoe een aantal jaren als pianist voor verschillende professionele balletscholen en het dansensemble van Krisztina de Chatel. In 2004 werkte hij samen met schrijver Trudy van der Wees aan een theaterproductie, waarvoor hij de muziek schreef en een zeer succesvolle tournee door Nederland maakte. Bovendien werkte hij een aantal jaren bij het Nederlands Muziek Instituut aan het ordenen en categoriseren van de uitgebreide muziekarchieven.

## Uitvoeringen
- In 2013 voerde 'To Be Sung' arrangementen van Lo-A-Njoe uit op muziek van de Armeniër Grikor Mirzaian Suni.[2]
- Hij schreef een aantal werken voor de Huygens Fokker Foundation, het Nederlandse centrum voor microtonale muziek, die op verschillende festivals werden uitgevoerd in het Muziekgebouw aan ’t IJ waaronder tijdens de Gaudeamus Music Week 2010 en het World Minimal Music Festival van 2015. In deze editie was Terry Riley een speciale gast.
- In 2020 voerden Yannick Hiwat (viool) en Roderigo Robles de Medina (piano) in Museum van Loon in Amsterdam een concert vroeg werk van Lo-A-Njoe uit onder het thema 'Surinaams Klassiek'.[3]
- Het Bijlmer Parktheater 'Surinaams Romantiek': oktober 2023, samen met musici van het Koninklijk Concertgebouworkest werd er muziek gespeeld van Surinaamse componisten en Nederlandse componisten met een Surinaamse achtergrond.[4]

- International Standard Name Identifier: 0000 0000 4514 3639
- Library of Congress Control Number: n2002074995
- Virtual International Authority File: 1832615